# Aulacodes aurantipennis
Aulacodes aurantipennis là một loài bướm đêm trong họ Crambidae.